# Morlàquia
Morlàquia fou una regió de la Dalmàcia veneciana.
Els venecians van afavorir l'establiment de morlacs a la costa dàlmata entre Montenegro i Fiume, per contrarestar l'acció dels eslaus, sovint els seus enemics. Especialment es van establir a la zona de les muntanyes Velebit, territori que els venecians van anomenar Morlàquia (llatí: Morlachia).